# Håret flätas
Håret flätas (norska: Håret flettes) är ett motiv av den norske konstnären Christian Krohg som förekommer i två målade versioner. Båda oljemålningarna är sannolikt från 1888, där den större ingår i samlingarna på Nasjonalmuseet for kunst, arkitektur og design i Oslo. Den mindre versionen är utställd på Skagens Museum. 

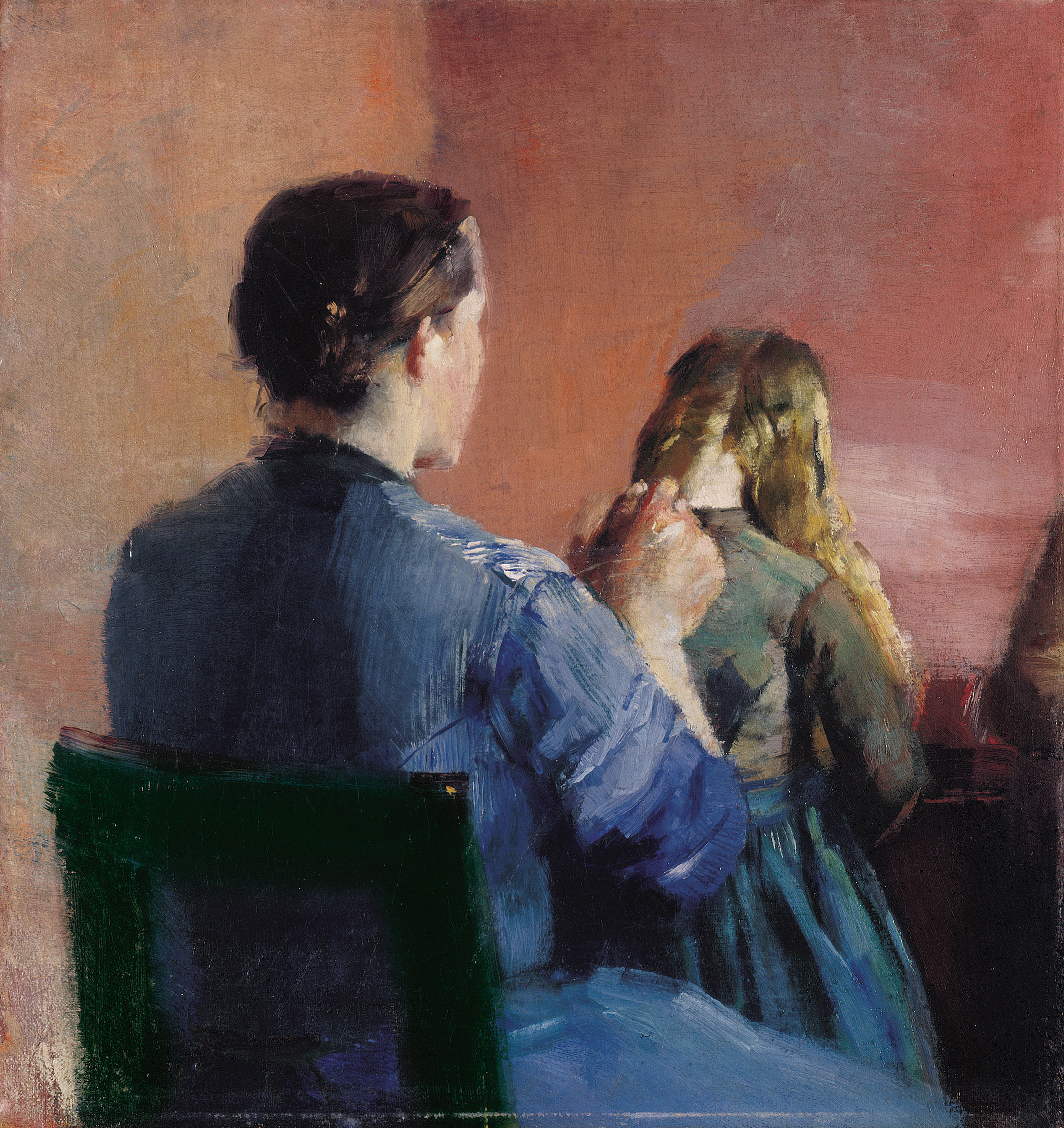
Den mindre versionen benämns En mor fletter sin lille datters hår, och mäter 44 x 40,8 cm.

Målningen porträtterar fiskarhustrun Tine Gaihede med äldsta dottern Maren. Krogh målade familjen Gaihedes vardagsliv i Skagen ett flertal gånger, bland annat i Sovande mor (1883). Han besökte Skagen för första gången 1879 och återkom flera somrar under 1880-talet för att besöka konstnärskollegorna Anna Ancher, Michael Ancher och Peder Severin Krøyer (Skagenmålarna).  
Krohg hade en blick för nära relationer och scener ur familjelivet utgör ett återkommande motiv i hans konst. Den avskalade interiören i Håret flätas, närheten till personerna och det lätta, ljusa färganslaget förlänar en till synes snabbt fångad ögonblicksbild en inre rymd av harmoni och tidlöshet. 